# Vatikánský apoštolský archiv

Stará verze pečeti s matoucím označením Vatikánský tajný/soukromý apoštolský archiv před změnou názvu v roce 2019

Vatikánský apoštolský archiv (latinsky Archivum Apostolicum Vaticanum, italsky Archivio Apostolico Vaticano) je ústřední vatikánský archiv, který zajišťuje uchování veškeré písemné produkce Svatého stolce a rovněž poskytuje své služby badatelům z celého světa. 

## Dějiny
Římská kurie byla již od počátku svého vzniku jedním z předních vydavatelů písemností v Evropě. Brzy vznikla potřeba výstavby archivů k ukládání nejrůznějších dokumentů, ty však zůstávaly roztroušené v sídlech jednotlivých institucí. Ústřední Vatikánský archiv byl založen na počátku 17. století jako oddělení vatikánské knihovny, a to z iniciativy papeže Pavla V. (1552–1621). Tento pontifik nechal na jednom místě shromáždit dokumenty z různých církevních institucí (archiv Vatikánské knihovny, Apoštolské komory či archiv Andělského hradu). Za počátek samostatné činnosti archivu je považován 31. leden 1612, kdy byl (stále ještě v rámci vatikánské knihovny) jmenován samostatný kustod archivu. K většímu osamostatnění došlo 23. července 1630, nicméně prefekt stojící v čele archivu byl stále podřízený bibliotékářovi vatikánské knihovny.
V roce 1810 se po obsazení Říma papežských archivů zmocnil Napoleon Bonaparte a v únoru téhož roku převezl do Paříže přes 3200 beden, plných písemností římské kurie. Snahy o navrácení dokumentů byly zahájeny o 4 roky později. K jejich přesunu pak došlo v několika etapách v letech 1815–1817. Vysoké náklady na dopravu přiměly papežské komisaře zničit nebo prodat stovky dokumentů, které byly považovány za méně významné. Mnoho písemností se při přepravě ztratilo a některé dokumenty byly dokonce doručeny na nesprávné místo a uloženy v jiných archivech. Předpokládá se, že papežský archiv mohl být ochuzen o jednu třetinu až jednu čtvrtinu svého původního obsahu.
V roce 1980 Jan Pavel II. (1978–2005) slavnostně otevřel podzemní trezor pod náměstím Cortile della Pigna, jehož výstavbu zahájil předchozí papež Pavel VI. (1963–1978).

### Název
Ústřední Vatikánský archiv byl při svém založení na počátku 17. století označen jako Nový archiv (latinsky Archivum Novum), aby se odlišil od starších archivů římské kurie, které měl sjednotit a zastřešit. Původní název však brzy nahradil termín Apoštolský archiv (latinsky Archivum Apostolicum). V roce 1646 byl poprvé použit název Vatikánský tajný archiv (latinsky Archivum Secretum Vaticanum; italsky Archivio Segreto Vaticano), který se poté používal až do roku 2019.
22. října 2019 papež František obnovil původní název Vatikánský apoštolský archiv (latinsky Archivum Apostolicum Vaticanum). Důvodem bylo nejen plánované širší zpřístupnění písemností včetně dokumentů z období druhé světové války, ale i snaha objasnit mylnou interpretaci názvu. Původní význam latinského termínu secretum totiž není „tajný“, nýbrž „soukromý”. Název Archivum Secretum Vaticanum tedy označoval soukromý archiv papeže, nikoliv archiv utajovaných dokumentů. 

## Význam a činnost

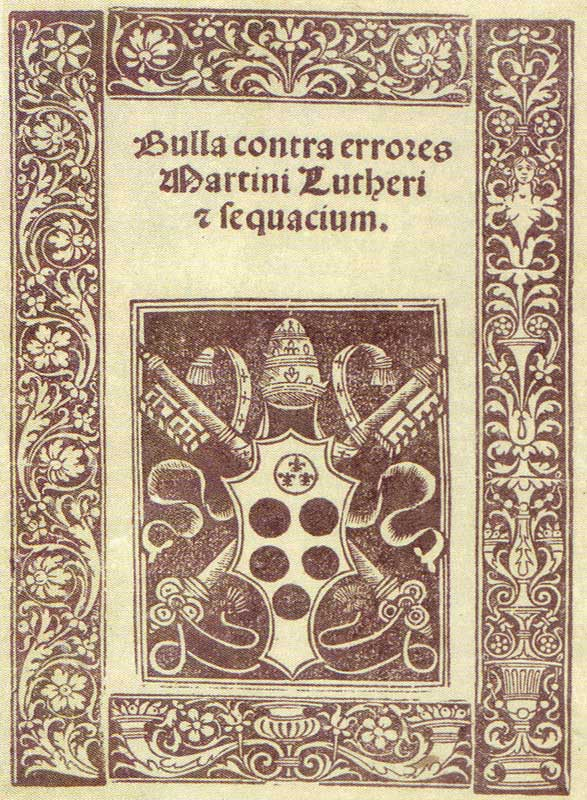
Bula proti omylům Martina Luthera (1521)

Vatikánský apoštolský archiv uchovává miliony dokumentů Svatého stolce – státní písemnosti, korespondenci, účetní knihy a další dokumenty, včetně archivů vybraných klášterů a řádů z 8.–20. století. Vzhledem k významu a rozsáhlé činnosti středověké papežské kanceláře zachovává archiv nedocenitelné podklady pro dějiny téměř celé Evropy, a to i přes značné ztráty, které v průběhu let utrpěl (například při přesunu do Paříže po roce 1810). Veškeré archiválie zaujímají více než 85 km polic a jsou uloženy v rozsáhlých prostorách Apoštolského paláce, lemujících nádvoří Cortile della Biblioteca. Nachází se tedy v témže komplexu jako Vatikánská muzea a Vatikánská apoštolská knihovna. 
Nejstarší a nejcennější dokumenty pocházejí z archivu Andělského hradu. Ačkoliv k vatikánskému archivu byly přičleněny již v době jeho založení na počátku 17. století, fyzicky byly do prostoru Vatikánu přemístěny až v roce 1798.
K uložení vybraných dokumentů slouží od roku 1980 moderní dvoupatrový podzemní trezor pod nádvořím Cortille della Pigna, vybavený nejnovějšími technologiemi k zajištění vhodné skladovací teploty, vlhkosti i požární bezpečnosti. Je zde mimo jiné uchováváno 81 pergamenů se zlatými pečetěmi, Privilegium Ottonianum z roku 962 nebo Liber Diurnus Romanorum Pontificum, nejstarší papežský formulář z 8.–9. století. Mezi další významné a zajímavé písemnosti patří například zápisy ze soudních procesů s Galileem Galilei i s řádem templářů, dopis Marie Stuartovny papeži Sixtu V., v němž prosí o záchranu před popravou, papežská bula exkomunikující Martina Luthera nebo dopis anglických šlechticů, v němž žádají papeže o zrušení sňatku Jindřicha VIII. s Kateřinou Aragonskou.
Součástí vatikánského archivu je Laboratoř konzervace a restaurování (italsky Laboratorio di Restauro e Conservazione), která byla založena v roce 1953 k péči o uchovávané archiválie. Jejím posláním je sledovat a regulovat podmínky uložení – teplotu, vlhkost, osvětlení i působení mikroorganismů, aby se zabránilo poškození dokumentů. Laboratoř též připravuje vhodné obaly a pouzdra k bezpečnému ukládání písemností a restauruje poškozené vazby. Jednotlivé archiválie jsou od roku 2010 postupně digitalizovány ve snaze uchovat extrémně choulostivé exempláře pro další generace a umožnit jejich studium bez nutnosti přímé manipulace. K roku 2022 bylo zdigitalizováno na 7 milionů dokumentů.
Archiv provozuje také Laboratoř restaurování a konzervace pečetí (italsky Laboratorio di Restauro e Conservazione dei Sigilli), otevřenou v roce 1980. Již z názvu je patrné, že jejím hlavním účelem je péče o početnou sbírku pečetí z vosku, olova i zlata.
Od roku 1986 archiv vydává sborník Collectanea Archivi Vaticani.
Při archivu působí také škola zaměřená na archivnictví a některé pomocné historické vědy – Scuola Vaticana di Paleografia, Diplomatica e Archivistica.

## Přístup

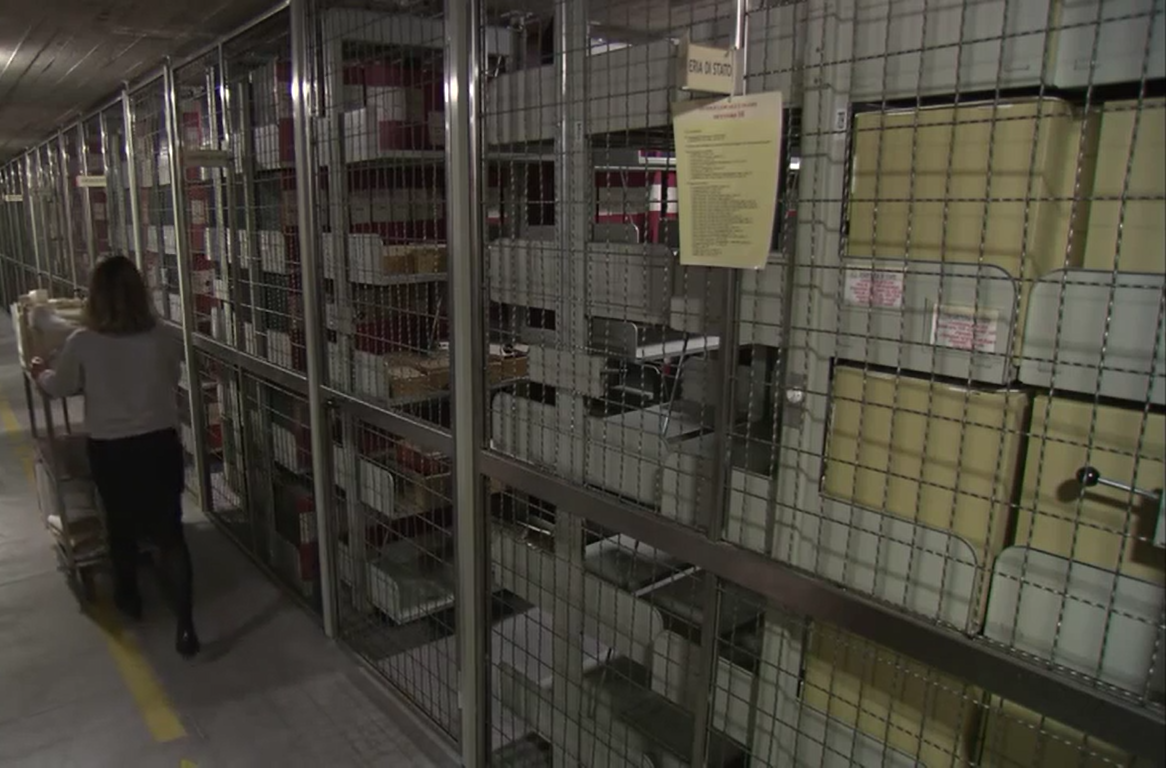
Vatikánský apoštolský archiv - podzemní trezor

Archiv byl až do 19. století prakticky nepřístupný, vyhrazený pouze pro papeže a jím jmenované úředníky. Jen výjimečně bylo některým zájemcům studium archiválií umožněno. Prvním českým badatelem byl František Palacký v roce 1837, který zde prohlédl 43 registrů a opsal 4500 regest.
Až v roce 1881 papež Lev XIII. otevřel dveře archivu badatelům z celého světa, bez ohledu na národnost a vyznání. Tomuto účelu sloužily odborné historické ústavy, jaké si v Římě založila řada evropských zemí. Rakouský historický ústav byl založen roku 1883 a jako první český badatel na něm od roku 1896 působil Josef Šusta. Samostatný Český historický ústav v Římě, spravovaný Akademií věd ČR vznikl v roce 1993, kdy se jeho ředitelkou stala Zdeňka Hledíková. 

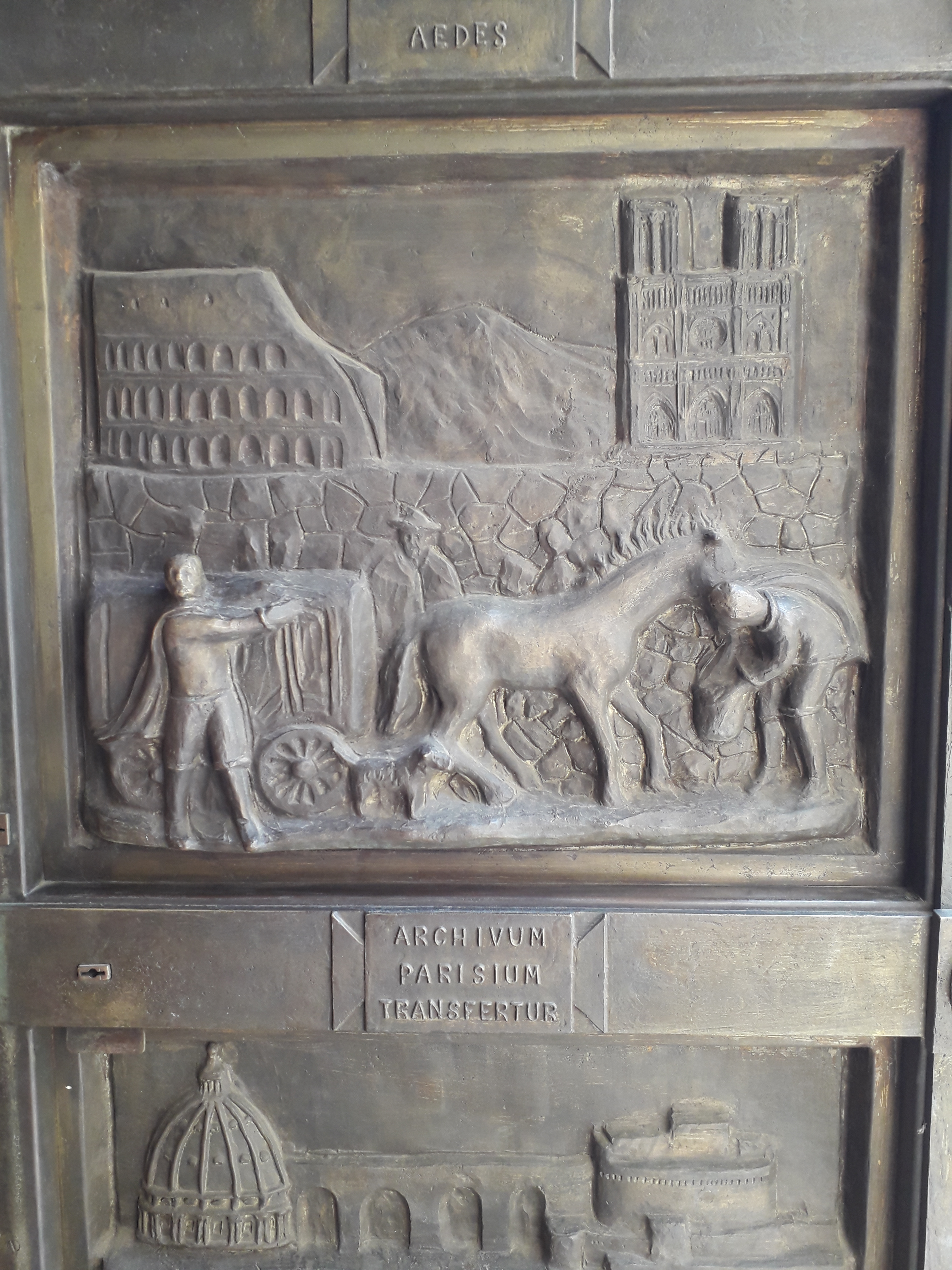
Detail dveří Vatikánského archivu z roku 1985 (T. Gismondi)

Ani na počátku 21. století není vatikánský archiv běžně přístupný široké veřejnosti, ale jen vybraným odborníkům s dostatečnou kvalifikací a konkrétním badatelským záměrem. Důvodem omezení je stejně jako v případě Vatikánské knihovny zejména charakter uchovávaných dokumentů, které vyžadují maximálně šetrné zacházení a speciálně upravené skladovací podmínky (vlhkost, teplota, osvětlení). Silný návštěvnický provoz by tyto písemnosti významně ohrožoval. 
Nejnovější části archivu nadále zůstávají zcela nepřístupné i pro badatele jako soukromý archiv nejvyššího pontifika (předpokládá se jejich zpřístupnění po uplynutí ochranné lhůty). Od roku 2020 jsou ke studiu bezplatně uvolněny veškeré písemnosti, vydané do konce pontifikátu Pia XII. (říjen 1958). Papež Pavel VI. již dříve zpřístupnil archiv druhého vatikánského koncilu (1962 – 1965).
Zájem široké veřejnosti o prohlídku vatikánského apoštolského archivu významně stoupl na počátku 21. století po vydání bestselleru Andělé a démoni spisovatele Dana Browna (2000) a jeho filmové adaptace (2009). V roce 2012 proto Vatikán poprvé uspořádal výstavu některých nejvýznamnějších dokumentů, které pod názvem Lux in Arcana představil v Kapitolských muzeích v Římě.